# 同齿拟刺鲨
同齿拟刺鲨（学名：Pseudocentrophorus isodon）为角鲨科拟刺鲨属的鱼类。在中国，分布于西沙群岛、珠江外海等。该物种的模式产地在西沙群岛。
它体长可达85.6公分。